# Monte Carella
Il monte Carella è una montagna alta 1.072 m del Lazio (Italia), in provincia di Frosinone, nel comune di San Biagio Saracinisco.